# Ko poje čuk
Ko poje čuk je slovenska TV drama iz leta 1981.
Ana Zemljič, posesivna ženska brez otrok v zrelih letih, želi za vsako ceno ohraniti svojo kmetijo, tudi z grožnjo s samomorom. Njen mož Štefan, dobrodušni pol kmet in pol delavec s telesno hibo, in mladi posinovljenec Dominik hočeta oditi v mesto. Ana se zaplete z njim v ljubezensko razmerje in izraža surov prezir do njegove zavožene prave matere, ki jo ima Dominik rad. Na koncu Ana stori samomor, Štefan pa da kmetijo na prodaj kot vikend.

## Kritike
Jože Snoj je napisal, da so človeška razmerja bizarna, vendar izražajo dramatikovo človeško in življenjsko izkušnjo. Zdelo se mu je, da avtor in še usodneje režiser ne vesta, ali naj bo film humorno groteskna prispodoba s simbolnimi priključki, psihološko realistična študija človeških značajev in odnosov ali dosleden socialno kritičen oris časa. Po njegovem mnenju se pomanjkanje psihološkega in socialnega verizma v TV izvedbi še stopnjuje in tako zapravi prizore, ki bi morali nositi barvo in ton partljičevskega blagega in ne nedolžnega družbenega sarkazma ter drobne in ne neopazne življenjeske tesnobe. Pri Belakovi si je želel še kaj več od odrezave osornosti, Šolar pa se je po njegovem obdajal predvsem s simpatično možato dobročudnostjo. Najbolj ga je prepričal Škof.

## Zasedba
- Ljerka Belak: Ana Zemljič
- Tone Šolar: Štefan
- Janez Škof: Dominik
- Iva Zupančič
- Anica Veble
- Draga Potočnjak

## Ekipa
- scenografija: Vladimir Rijavec
- kostumografija: Marija Kobi
- fotografija: Ivan Belec